# NGC 3228
NGC 3228 (również OCL 800 lub ESO 214-SC1) – gromada otwarta złożona z około 15 słabych gwiazd, znajdująca się w gwiazdozbiorze Żagla. Odkrył ją Nicolas Louis de Lacaille w 1751 roku. Jest położona w odległości ok. 1,8 tys. lat świetlnych od Słońca.